# Darts
Darts (с англ. — «Дартс») — британская группа возрождения ду-вопа, состоящая из девяти человек, которая добилась успеха в чартах в конце 1970-х и начале 1980-х годов. Группа просуществовала с 1976 по 1985 гг. и она по-прежнему входит в список 500 самых продаваемых британских синглов по версии Книги рекордов Гиннесса.
Они приобрели большую популярность, выступая в клубах и университетах, хотя их прорыв наступил после того, как они появились на шоу Чарли Джиллетта на BBC Radio London в октябре 1976 года. Это обеспечило группе контракт с Magnet Records, где они объединились с продюсером Томми Бойсом, который ранее продюсировал The Monkees.
Их дебютный сингл — попурри из «Daddy Cool» и «The Girl Can’t Help It» Литтл Ричарда — в 1977 году вошел в десятку лучших в Великобритании, положив начало трем годам высоких позиций в чартах синглов, в которых смешивались стилизованные собственные композиции (например, «It’s Raining», «Don’t Let It Fade Away») с преобладающими переработками американских хитов, таких как «Come Back My Love» (Cardinals), «The Boy from New York City» (The Ad Libs), «Get It» (Gene Vincent) и «Duke of Earl» (Gene Chandler).
Группа воссоединилась в 2006 году для эпизодических выступлений, но теперь, из-за большого спроса, они дают несколько концертов каждый год. 21 августа 2021 года основатель Боб Фиш умер от неизвестной болезни в возрасте 72 лет.

## Дискография
Смотри статью «Дискография Darts» в англ. разделе.
- Darts (1977)
- Everyone Plays Darts (1978)
- Dart Attack (1979)
- Across America (1981)